# Cal Tamarit
Cal Tamarit és una obra del Soleràs (Garrigues) inclosa a l'Inventari del Patrimoni Arquitectònic de Catalunya.

## Descripció
Habitatge unifamiliar de grans dimensions, feta de pedra després arrebossada i policromada en la seva major part; en alguns punts localitzats també trobem pedra vista. Està estructurada en planta baixa i dos pisos; la façana és força austera i les obertures estan disposades de forma simètrica, dos balcons a cada pis. L'entrada es fa per un arc adovellat de mig punt lleugerament desplaçada a la dreta; a la clau hi ha gravat un escut amb la data de 1864. A la part superior destaca una galeria d'arcades.

## Història
Tot i que és una de les cases més destacades de la comarca, per motius familiars està en litigi i es troba precintada.